# Climacoidea multicarinata
Climacoidea multicarinata är en kräftdjursart som först beskrevs av Joseph Swain 1955.  Climacoidea multicarinata ingår i släktet Climacoidea och familjen Trachyleberididae. Inga underarter finns listade i Catalogue of Life.